# Jody Williams
Jody Williams, född 9 oktober 1950 i Brattleboro, Vermont, är en amerikansk nobelpristagare. År 1997 erhöll hon Nobels fredspris i egenskap av grundare av och ledare för International Campaign to Ban Landmines (ICBL).
Jody Williams har en masterexamen i internationella relationer från Johns Hopkins School of Advanced International Studies, i spanskundervisning från School for International Training, och en fil.kand. från University of Vermont. Hon var först verksam som lärare i engelska som andra språk i Mexiko, Storbritannien och USA. Därefter arbetade hon i många år med information om Centralamerika. 1986-1992 ledde hon Medical Aid for El Salvador, och under 1980-talet ledde hon även en amerikansk delegation, Nicaragua-Honduras Education Project, för att undersöka förhållandena där.  
1992 bildade hon International Campaign to Ban Landmines (ICBL) med hjälp av sex NGO:s. Sedan dess har kampanjen fått uppbackning av 1000 internationella organisationer. 1997 fick ICBL till stånd ett internationellt fördrag i Oslo som förbjuder landminor. För sitt engagemang för att förbjuda landminor har Williams anlitats av FN som sakkunnig i en expertgrupp, ledd av Graca Machel, som utrett hur barn påverkas av väpnade konflikter. Detta resulterade i rapporten The Protection of Children Against Landmines and Unexploded Ordnance (1996). Hon har därtill bedrivit en omfattande informationsverksamhet om landminor, bland annat genom artiklar i tidskrifter som utges av FN och Röda korset, samt föredrag i FN, EU, och Afrikanska unionen.
Under 2000-talet har Williams lett en expertgrupp under FN:s råd för de mänskliga rättigheterna, som utrett Konflikten i Darfur. Rapporten, som lades fram 12 mars 2007 riktade skarp kritik mot Sudans regering för att ha misslyckats skydda civilbefolkningen och för att ha deltagit i dessa övergrepp.